# Adam Muszyński
Adam Muszyński (ur. 25 września 1908 we Lwowie, zm. 23 listopada 1993 w Sopocie) – bibliotekarz polski, dyrektor Biblioteki Wyższej Szkoły Ekonomicznej w Sopocie, wicedyrektor Biblioteki Uniwersytetu Gdańskiego.

## Życiorys
Był z wykształcenia magistrem prawa i ekonomii, absolwentem Uniwersytetu Poznańskiego. Po II wojnie światowej, kiedy osiadł w Sopocie, podjął pracę w bibliotekarstwie. Organizował i kierował (do 1949) Biblioteką Wyższej Szkoły Handlu Morskiego w Sopocie. Następnie przystąpił do organizacji Biblioteki Wyższej Szkoły Ekonomicznej i pozostawał jej dyrektorem do 1970. Przez wiele lat dążył do wybudowania nowoczesnej siedziby biblioteki i czuwał nad realizacją inwestycji, aż do oddania gmachu do użytku w 1967. W tym okresie uzupełniał wiedzę praktyczną i teoretyczną, stając się uznanym w kraju ekspertem w dziedzinie budownictwa bibliotecznego. W 1970, po utworzeniu Uniwersytetu Gdańskiego, został wicedyrektorem biblioteki nowej uczelni. Funkcję pełnił do przejścia na emeryturę w 1973.
Był autorem publikacji z bibliotekarstwa, a także skryptów z prawa. Organizował w Trójmieście kilka konferencji naukowych. W 1972 przygotował wystawę Polska książka morska, prezentowaną w Ratuszu Głównego Miasta w Gdańsku, potem w Warszawie w Pałacu Krasińskich. Należał m.in. do Ligi Morskiej, Towarzystwa Przyjaciół Książki, Stowarzyszenia Bibliotekarzy Polskich.
Zmarł 23 listopada 1993 w Sopocie, pochowany został tamże na cmentarzu komunalnym.